# Землетрус у Непалі (2015)

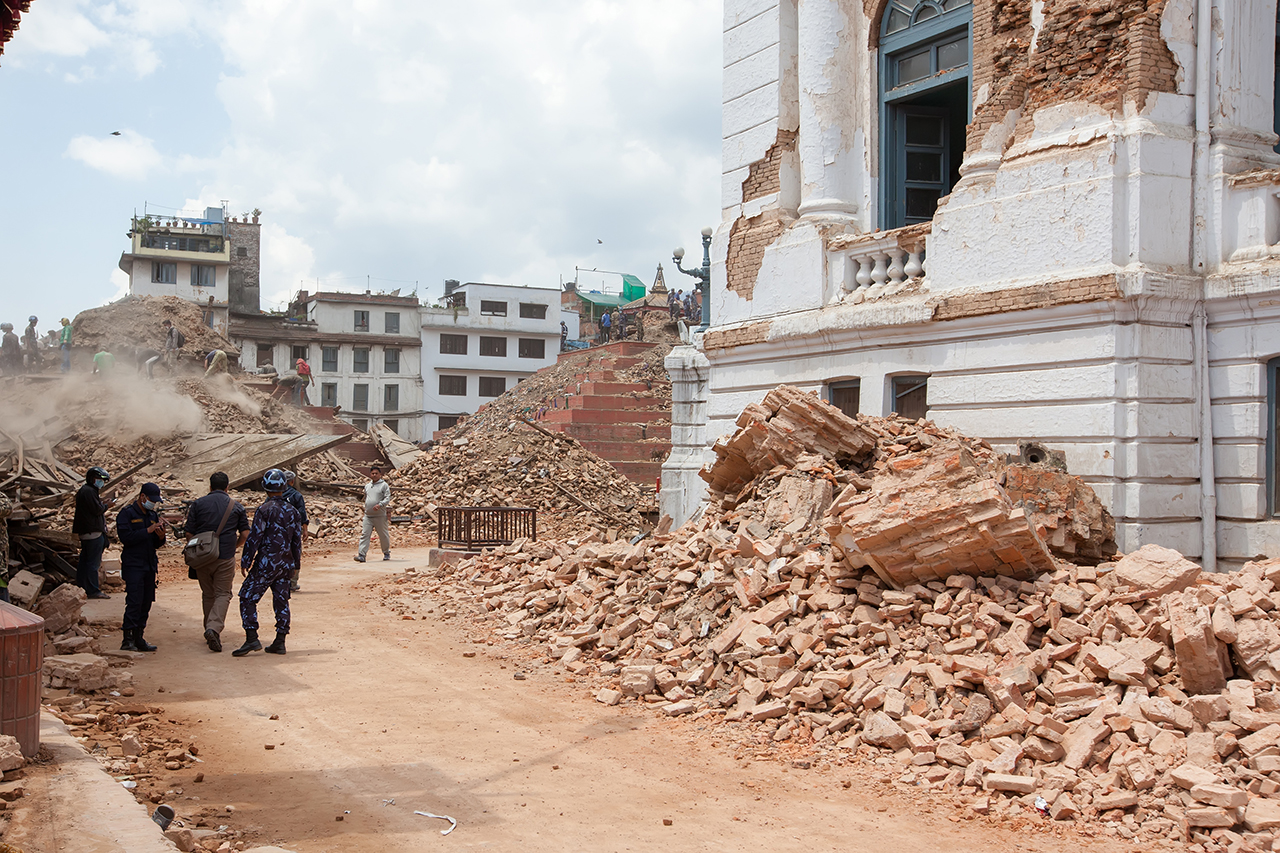
Площа Дурбар в Катманду після землетрусу, Катманду, Непал 2015

Землетрус у Непалі 2015 року — землетрус магнітудою від 7,8 до 8,1 Mw, котрий відбувся 25 квітня 2015 року о 11 годині 56 хвилин дня за місцевим часом. Епіцентр землетрусу знаходився за 29 км від Ламджунгу, а гіпоцентр залягав на глибині 15 кілометрів. Це найпотужніший землетрус у Непалі з часу землетрусу 1934 року.
Поштовхи відчувалися у столиці Непалу Катманду і спостерігалися на Евересті, спровокувавши сходження сніжних лавин. У місті Катманду зруйнована 60-метрова башта Дхарахара, що входила до списку всесвітнього спадку ЮНЕСКО.
12 травня відбулися нові поштовхи. Загинуло 36 осіб, постраждало понад 1000.

## Загиблі і постраждалі
- За первинними даними ЗМІ, кількість загиблих понад 2000 людей[7].
- Станом на 26 квітня кількість жертв землетрусу в Непалі склала 2352 людини. Ще 6239 осіб постраждали[9]. Загалом кількість загиблих після землетрусу в Гімалаях перевищила 2400 осіб[10].
- Станом на 27 квітня кількість жертв зросла до 3200 людей. Про це повідомляє влада країни. Водночас кількість поранених сягає 6,5 тисяч[11].
- Станом на 28 квітня кількість жертв зросла до 4400 людей[12].
- Станом на 29 квітня кількість жертв склала понад 5000 людей[13].
- Станом на 3 травня кількість загиблих становила 7240 осіб. Поранення отримали понад 14 тис. осіб[5].

| Країна    | Загиблі | Поранені | Пр.           |
| --------- | ------- | -------- | ------------- |
| Непал     | > 8 857 | > 22 304 | [ 14 ] [ 15 ] |
| Індія     | 78      | 560      | [ 16 ]        |
| КНР       | 25      | 383      | [ 17 ]        |
| Бангладеш | 4       | 200      | [ 18 ]        |
| Разом     | 8 964   | 23 447   |               |

| Країна                  | Загиблі | Пр.                  |
| ----------------------- | ------- | -------------------- |
| Індія                   | 40      | [ 19 ]               |
| Франція                 | 10      | [ 20 ]               |
| Іспанія                 | 7       | [ 21 ]               |
| США                     | 7       | [ 22 ] [ 23 ] [ 24 ] |
| Німеччина               | 5       | [ 25 ] [ 26 ]        |
| КНР                     | 4       | [ 27 ]               |
| Італія                  | 4       | [ 28 ]               |
| Канада                  | 2       | [ 29 ]               |
| Росія                   | 2       | [ 30 ]               |
| Австралія Індія         | 1       | [ 31 ] [ 32 ]        |
| Естонія                 | 1       | [ 33 ]               |
| Гонконг Велика Британія | 1       | [ 34 ] [ 35 ]        |
| Ізраїль                 | 1       | [ 36 ]               |
| Японія                  | 1       | [ 37 ]               |
| Малайзія                | 1       | [ 38 ]               |
| Нова Зеландія           | 1       | [ 39 ]               |
| Велика Британія         | 1       | [ 40 ]               |
| Разом                   | 89      |                      |

### Постраждалі українці
Станом на 1 травня Міністерство закордонних справ України мало інформацію про перебування на території Непалу під час землетрусу 209 громадян України. Дані про загиблих чи постраждалих українців відсутні. Водночас із 48 українцями не вдається вийти на зв'язок. 30 квітня для евакуації українців вилетів літак Іл-76 Міноборони. Він зробив тимчасову посадку в Делі, де з'ясувалося, що літак потребує ремонту. Деталі для ремонту передавали з України, тому оперативну евакуацію громадян забезпечити не вдалося. Евакуація відбулася лише 5 травня, на борт піднялися 75 громадян України та 11 іноземців.

## Наслідки для альпінізму

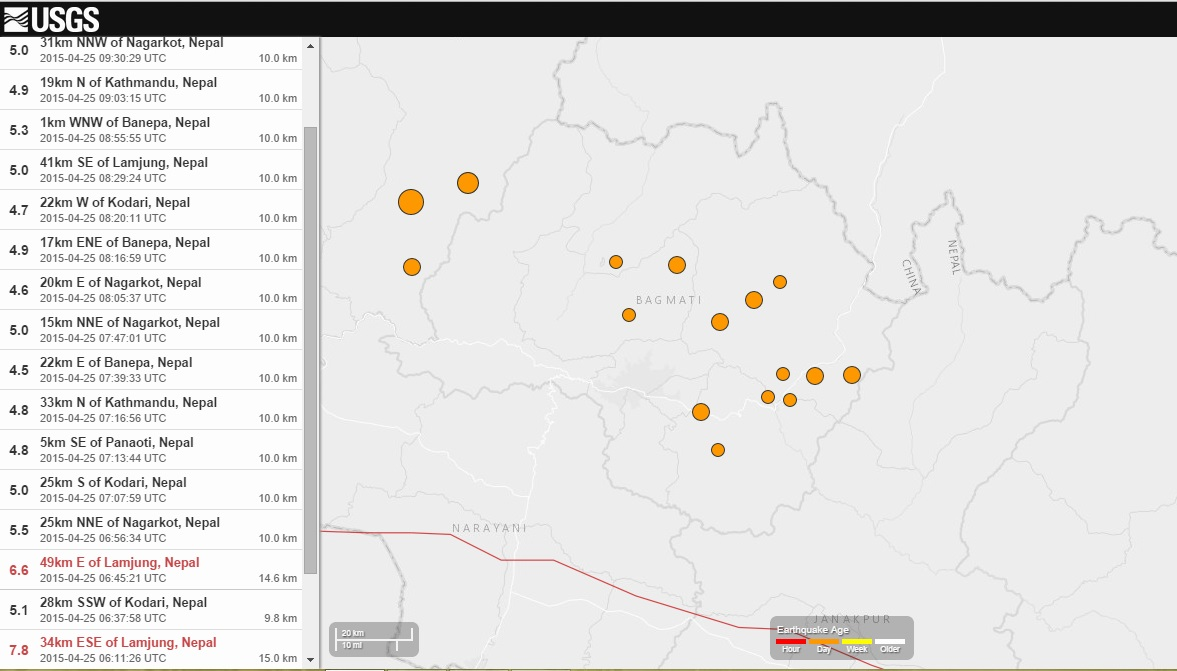
USGS карта і час землетрусу

Землетрус трапився у розпал сезону сходження на Джомолунгма. Лавина на Джомолунгмі поховала частину базового табору альпіністів, які готувалися до сходження біля основної траси на вершину. За оцінками міністерства туризму Непалу, з більше 1 тис. альпіністів, які перебували в момент початку землетрусу на Евересті, приблизно 400 було іноземців. За попередніми даними, які наводилися станом на 26 квітня, загинули 65 альпіністів, ще понад 60 людей отримали поранення.
Станом на 2 травня 2015 року пошукові служби Непалу виявили тіла щонайменше 50 похованих під лавиною альпіністів, у тому числі й іноземних громадян. Ще близько 200 осіб вважаються зниклими безвісти.
Альпіністи, які перебували вище базового табору, в Таборі I Таборі II, від лавин не постраждали, але виявилися відрізаними від світу. Маршрут сходження від базового табору до Табору I простягається через небезпечну ділянку льодопаду Кхумбу, на якій щороку прокладається маршрут з мотузок і алюмінієвих східців. Лавини, що зійшли по льодопаду, зруйнували частину обладнаного маршруту. У результаті альпіністи не могли безпечно спуститись назад у базовий табір або продовжити сходження.
Зранку 26 квітня для здійснення рятувальної операції на Джомолунгму прибули висотні гелікоптери AS.350 В3 Військово-повітряних сил Індії. В умовах розрідженого повітря на такій висоті вони здатні літати, проте підйомна сила значно знижується. У результаті гелікоптер міг брати на борт не більше двох пасажирів одночасно. 22 важко поранених були доставлені у селище Пхеріче, проте погіршення погоди не дозволило продовжити евакуацію.
Була здійснена спроба в екстреному порядку заново обладнати маршрут на льодопад Кхумбу, щоб частина альпіністів могла повернутися до базового табору по землі. Вдень 26 квітня гелікоптер закинув у Табір I необхідне спорядження, після чого група шерпів і іноземних гірських провідників спустилися на льодопад та прийнялася за відновлення маршруту. Назустріч їм з базового табору піднялася інша команда, яка відновлювала цей маршрут знизу. Під час цих робіт троє шерпів загинули.
На наступний день евакуація гелікоптером із Табору I відновилася. Ще декілька людей були евакуйовані, але близько 100 все ще залишалися в таборах І і II. 27 квітня з Табору I було евакуйовано 60 осі, з Табору II — 170. Альпіністи з Табору II змогли самостійно спуститися до Табору I, звідки були забрані гелікоптерами. 28 квітня евакуацію альпіністів із верхніх таборів було завершено.
Остаточно було визнано загиблими 18 альпіністів.

## Реакція
- Україна — Президент України Петро Порошенко 26 квітня доручив відправити до Непалу літак, щоб забрати постраждалих українців додому та висловив співчуття родинам усіх загиблих від землетрусу[51].
- Бангладеш — Хасіна Вазед прем'єр-міністр Бангладешу висловила глибоке співчуття у зв'язку з втратою людських життів[52].
- КНР — китайські прем'єр-міністр Лі Кецян[53] та Голова КНР Сі Цзіньпін[54] висловили співчуття президенту Непалу Раму Барану Ядаву та прем'єр-міністру Непалу Сушилу Коїралу та пообіцяли надати допомогу.
- Індія — через 15 хвилин після землетрусу[55] прем'єр-міністр Індії Нарендра Моді відправив у Непал 10 бригад рятувальників і медпрацівників на допомогу[56].
- Ізраїль — прем'єр-міністр Ізраїлю Беньямін Нетаньягу відправив пошуково-рятувальну службу, включаючи лікарів, у Непал, та висловив готовність Ізраїлю допомогти у будь-якій можливій формі[57].
- Росія — президент Росії Володимир Путін висловив співчуття президенту Непалу, та запропонував допомогу в ліквідації наслідків землетрусу[58].
- Сінгапур — прем'єр-міністр Сингапуру Лі Сянь Лун висловив співчуття та направив допомогу Непалу[59].
- Пакистан — прем'єр-міністр Пакистану Наваз Шариф висловив глибоке співчуття народу Непалу через великі руйнування та сотні людських жертв унаслідок землетрусу[60].
- Велика Британія — прем'єр-міністр Великої Британії Девід Камерон висловив співчуття уряду Непалу та запропонував надати допомогу[61].
- Європейський Союз — європейський комісар з питань гуманітарної допомоги та управління в кризових ситуаціях Хрістос Стіліанідіс заявив, що ЄС уважно стежить за ситуацією та висловлює солідарність із народом Непалу[62].